# Metaphycus maculatus
Metaphycus maculatus är en stekelart som beskrevs av Agarwal 1965. Metaphycus maculatus ingår i släktet Metaphycus och familjen sköldlussteklar. Inga underarter finns listade i Catalogue of Life.